# Paulo Nagamura
Paulo Roberto Corradi Nagamura (San Paolo, 2 marzo 1983) è un allenatore di calcio ed ex calciatore brasiliano, di ruolo centrocampista.

## Palmarès

### Club

#### Competizioni nazionali
- U.S. Open Cup: 3

Los Angeles Galaxy: 2005
Sporting Kansas City: 2012, 2015
- Campionato MLS: 2

Los Angeles Galaxy: 2005
Sporting Kansas City: 2013